# Câble sous-marin entre l'île de Man et l'Angleterre
Le câble électrique (en anglais Isle of Man to England Interconnector) qui relie Blackpool en Angleterre à Douglas sur l'île de Man est actuellement le plus long au monde à transporter sous la mer du courant alternatif. D'une longueur de 115 km, il a été inauguré en octobre 2000. Avec une tension de 90 kV, il a une capacité de transmission de 40 MW.
Le câble a depuis son ouverture permis de faire face la croissance de la consommation d'électricité (7 % par an lors des années précédant son inauguration) et d'éviter des ruptures d'approvisionnement de l'île lors des pics de consommation. L'île était auparavant dépendante de vieilles centrales thermiques au fioul qui peinaient à satisfaire la demande lors des pics (jusqu'à 72 MW en 2000). Depuis l'ouverture du câble, une des centrales au fioul d'une capacité de 30 MW a été démolie et remplacée en 2003 par une centrale au gaz plus moderne d'une capacité de 80 MW et qui conjuguée au câble assure l'approvisionnement de la population et des industries mannoises.